# Metalectra edilis
Metalectra edilis là một loài bướm đêm trong họ Erebidae.